# CS Minaur Baia Mare
CS Minaur Baia Mare is een Roemeense voetbalclub uit Baia Mare.
De club werd in 1923 opgericht en is een echte 2de-klasser. Geen enkele Roemeense club speelde vaker in de 2de klasse dan Baia Mare. Toch kon de club ook 10 seizoenen in de hoogste klasse doorbrengen (1937/38, 1938/39, 1939/40, 1964/65, 1978-81, 1983-85 en 1994/95) werd daar 2 keer 4de en slaagde er zelfs in Europees te spelen.
In 2001 promoveerde de club opnieuw naar de hoogste klasse maar verkocht zijn plaats aan FCM Bacău, het volgende seizoen werd de club 2de maar in 2004 tuimelde de club naar de 3de klasse, na 2 seizoenen kon de club terugkeren naar de 2de klasse.

## Erelijst
- Beker

Finalist: 1959, 1982

## Naamsveranderingen
- Phoenix Baia Mare (1923 - 1938)
- FC Carpati Baia Mare (1938 - 1940)
- Phoenix Baia Mare (1940 - 1948)
- CSM Baia Mare (1948 - 1950)
- Metalul Baia Mare (1950 - 1956)
- Energia Trustul Miner Baia Mare (1956 - 1957)
- Minerul Baia Mare (1957 - 1958)
- CSM Baia Mare (1958 - 1962)
- Minerul Baia Mare (1962 - 1975)
- FC Baia Mare (1975- 1985)
- FC Maramureș Baia Mare (1985 - 1998)
- FC Baia Mare (1998 - 2010)
- FCM Baia Mare (2012-2016)
- CS Minaur Baia More (2017-heden)

## Baia Mare in Europa
Uitslagen vanuit gezichtspunt FCM Baia Mare
| Seizoen | Competitie   | Ronde | Land            | Club           | Totaalscore | 1e W    | 2e W    | PUC |
| ------- | ------------ | ----- | --------------- | -------------- | ----------- | ------- | ------- | --- |
| 1982/83 | Europacup II | 1R    | Vlag van Spanje | Real Madrid CF | 2-5         | 0-0 (T) | 2-5 (U) | 1.0 |

Totaal aantal punten voor UEFA coëfficiënten: 1.0